# Иван Георгиев – Зъбата
Иван Георгиев – Зъбата е български художник – маринист и ветроходец.

## Биография
Иван Стефанов Георгиев е роден на 13 април 1933 г. във Варна. Завършва Висшето военноморско училище „Никола Йонков Вапцаров“, след което работи като механик в параходство „Български Морски Флот“. От 1972 г. - Механик I степен. Първи главен механик на Ветрохода "Калиакра". След пенсионирането си през 1996 г. се отдава изцяло на рисуването.
Първите си уроци по рисуване получава от художниците Константин Щъркелов и Чанко Петров, през 1984 г. специализира в Полша при проф. Кшищоф Березницки.
Има над 40 самостоятелни изложби в галерии в България, Полша, Германия, Холандия, Украйна, Австрия, Чехия и др.
Той е един от основателите на яхтклуб „Порт Варна“. Почетен гражданин на Варна.